# Liste der Kulturdenkmale in Steinach (Thüringen)
Die Liste der Kulturdenkmale der Stadt Steinach führt die Kulturdenkmale der Stadt Steinach im thüringischen Landkreis Sonneberg auf. Grundlage dieser Liste ist das Buch Denkmaltopographie Bundesrepublik Deutschland – Kulturdenkmale in Thüringen / Landkreis Sonneberg von Thomas Schwämmlein mit dem 30. Mai 2005 als Stand der Erfassung. Die folgenden Angaben ersetzen nicht die rechtsverbindliche Auskunft der Denkmalschutzbehörde.

## Einzeldenkmale
| Bild                           | Bezeichnung                                       | Lage                              | Datierung | Beschreibung | ID |
| ------------------------------ | ------------------------------------------------- | --------------------------------- | --------- | --- | -- |
| Fotos hochladen                | Wohnhaus                                          | Am Bahnhof 2 (Karte)              |           | Um 1890 ließ sich der Arzt Karl Wißner das Wohnhaus mit Arztpraxis errichten. 1923 folgte eine Erweiterung. Der zweigeschossige, verschieferte Fachwerkbau steht auf einem massiven Untergeschoss und hat ein ausgebautes Satteldach. Die in Gebäudemitte dreiachsige Fassade mit dem Hauseingang unter einem Vordach wird beidseitig durch einachsige Eckrisalite mit vom Heimatstil beeinflussten Fachwerkgiebeln gefasst. Die hölzernen Fenstereinfassungen weisen Stilelemente der Neurenaissance auf. |    |
| Fotos hochladen                | Wohnhaus                                          | Am Bahnhof 14 (Karte)             |           | Das Wohnhaus entstand um 1910 für den Kaufmann Anton Zitzmann. Unter- und Erdgeschoss sind massiv ausgebildet. Die Fassade besteht dort aus Grauwacke beziehungsweise aus roten und ockfarbenen Verblendsteinen mit Sandsteingliederungen. Das Obergeschoss ist eine Fachwerkkonstruktion, die zweifarbiger Schablonenschiefer verkleidet. Das ausgebaute Krüppelwalmdach mit einem Kniestock hat eine altdeutsche Schieferdeckung. Eckrisalite, einer mit Giebel und Zwerchhaus und der andere mit einem Aufbau in Fachwerk mit Zierformen prägen das in Anlehnung an den Heimatstil gestaltete Gebäude. |    |
| Fotos hochladen                | Wohnhaus                                          | Am Bahnhof 18 (Karte)             |           | Wilhelm Merbach aus Steinach entwarf 1910 das Wohnhaus für den Pelztierfabrikanten Christoph Berger. Das zweigeschossige Eckhaus hat ein massives Unter- und Erdgeschoss auf dem die Fachwerkkonstruktion des Obergeschosses und das ausgebaute Mansarddach stehen. Die Fassade im Erdgeschoss ist verputzt und im Obergeschoss zweifarbig verschiefert. Risalite und ein turmartiger Anbau an der Hausecke gliedern das Gebäude. |    |
| Fotos hochladen                | Fabrikgebäude                                     | Am Bahnhof 20c (Karte)            |           | Das Fabrikgebäude entstand um 1920 für den Christbaumschmuckfabrikanten Emil C. Wittig. 1923 veranlasste er eine eingeschossige Aufstockung, die der Steinacher Gustav Baumbach entwarf. Das dreigeschossige Bauwerk ist in Anlehnung an die Formensprache des Neuen Bauens gestaltet. Insbesondere die Anordnung und Form der Fenster gliedern den Massivbau mit seinem flachen Walmdach, dessen Gesims weit auskragt. Das Gebäude besteht aus einem großen Haupttrakt und zwei kurzen Seitenflügeln, von denen der straßenseitige den Eingang und ein Hoftor, jeweils mit Klinkereinfassungen, aufweist. Die Eingangstür ist durch ein Relief mit zwei einen geschmückten Weihnachtsbaum haltenden Engeln und der Metallgittertorflügel mit den Initialen des Hausherrn verziert. |    |
| Fotos hochladen                | Wohn- und Geschäftshaus                           | Am Bahnhof 30 (Karte)             |           | Das Wohn- und Geschäftshaus wurde 1910 für den Kaufmann und Spielwarenfabrikanten Gustav Greiner gebaut. Die Pläne fertigte Wilhelm Merbach aus Steinach. 1998/99 gab es eine Instandsetzung, bei der das Dach ausgebaut wurde. Der zweistöckige Fachwerkbau steht auf einem Sockelgeschoss und hat ein schiefergedecktes Sattel-/Krüppelwalmdach. Das traufständige Gebäude prägt eine risalitartige Straßenfront mit einem inzwischen verglasten Fachwerkgiebel. Die Fenster der verputzten Fassade verzieren hölzerne Einfassungen, im Obergeschoss teilweise mit floralen Bändern. Im Keller des Gebäudes ist eine Brunnenstube vorhanden. |    |
| Fotos hochladen                | Wohn- und Geschäftshaus                           | Bahnhofstraße 10 (Karte)          |           | 1902/03 entstand das Wohn- und Geschäftshaus für den Buchdruckerei- und Zeitungsverlaginhaber Bernhard Behncke. Den Entwurf lieferte der Meininger Hofbaurat Karl Behlert. 1927 folgte nach Plänen von Gustav Oberender ein einstöckiger Anbau zur Erweiterung der Druckereiräume. Der zweigeschossige Fachwerkbau ist unterkellert und hat ein schiefergedecktes Satteldach mit einem Kniestock. Die Fassadenverkleidung besteht aus Schablonenschiefer, der an der Giebelseite und dem Anbau mit zweifarbigem Zickzackmuster ausgeführt ist. Die hölzernen Fenstereinfassungen sind mit Jugendstilschnitzereien verziert. Über der Ladentür trägt ein Doppeladler Buchdruckerwerkzeug. |    |
| Fotos hochladen                | Pfarrhaus                                         | Berggasse 2 (Karte)               |           | Das Pfarrhaus der evangelisch-lutherischen Kirchgemeinde, in dem ein Gemeindesaal sowie Büro- und Wohnräume untergebracht sind, entstand 1924 entsprechend einer Planung von Alfred Wankel aus Altenburg in Nachbarschaft zum Friedhof. 1961/62 wurde eine Garage angebaut, die zwischen 2004 und 2012 wieder entfernt wurde. Der zweigeschossige, giebelständige Massivbau steht auf einem natursteinverkleideten Sockelgeschoss und hat ein ausgebautes, schiefergedecktes Satteldach. Ein Anbau mit Zierfachwerk und weitere Anbauten für den Saaleingang, den Hauszugang und das Treppenhaus sowie Ercker gliedern die Fassade. Der Gemeindesaal hat bleiverglaste Fenster mit kirchlichen Glasmalereien von Wilhelm Franke aus Naumburg. |    |
| Fotos hochladen                | Wohnhaus                                          | Dr.-Max-Volk-Straße 3 (Karte)     |           | 1910 ließ sich der Kaufmann Wilhelm Fleischmann das Gebäude als Wohnhaus nach Plänen von Albin Queck aus Steinach bauen. 1933/34 folgte ein Umbau durch die Allgemeine Ortskrankenkasse zur Nutzung als Geschäftshaus. Der zweigeschossige Fachwerkbau ist unterkellert und hat ein ausgebautes, schiefergedecktes Krüppelwalmdach mit einem Kniestock und einem Zwerchhaus mit Zierfachwerk. In der Straßenfassade ist das Gefach mit ockerfarbenen Steinen ausgemauert. Die anderen Hausseiten sind verschiefert. |    |
| Fotos hochladen                | Wohn- und Geschäftshaus                           | Dr.-Max-Volk-Straße 5 (Karte)     |           | 1907 entstand das Wohn- und Geschäftshaus nach einem Entwurf von Martin Langhammer aus Steinach für Louise Greiner-Wohlleben, die Teilhaberin einer Steinacher Brauerei war. Der unterkellerte, bereichsweise verputzt bzw. verschieferte Fachwerkbau hat ein schiefergedecktes Walmdach. Ein breiter Eckrisalit mit Satteldach und mit einem langbärtigen Männerkopf an der Giebelspitze sowie ein Eckerkertürmchen mit welscher Haube gliedern die Straßenfassade, die verschiedene strukturierte Putzflächen aufweist. Zusätzlich sichtbares Fachwerk und verzierte Fenstereinfassungen vereinigen Heimat- und Jugendstileinflüsse. |    |
| Fotos hochladen                | Neue Schloss                                      | Dr.-Max-Volk-Straße 21 (Karte)    |           | Das so genannte Neue Schloss ließ sich Johann Tobias Otto, Eigentümer des Eisenhammerwerkes Obersteinach, als Herrenhaus zwischen 1747 und 1755 mit dem Hauptbau und anschließenden Turm errichten. Dabei wurden wohl Teile eines Vorgängerbaus aus dem 17. Jahrhundert integriert. 1771/72 folgte eine Erweiterung mit einem Süd- und Westflügel. Nach einem Brand 1799 wurde 1804 das Hauptgebäude wiederaufgebaut. 1844 erwarb Sachsen-Meiningen das Hammerwerk zusammen mit dem Anwesen und nutzte dies als Verwaltungsgebäude und Amtsgericht mit Gefängnis sowie zu Wohnzwecken. Umbaumaßnahmen gab es Ende des 19. Jahrhunderts und im Rahmen der Nutzung durch das Deutsche Schiefermuseum in den 1990er Jahren. Daneben beherbergt das Gebäude die Steinacher Spielzeugschachtel, die Stadtbibliothek, die Touristinformation und das Büro der Skiarena Silbersattel. Der zweigeschossige Gebäudekomplex besteht aus dem Hauptbau mit Turm, dem angebauten Südflügel und dem freistehenden Westflügel, die zusammen einen Hof umschließen. Die Fassaden sind durch Werksteinlisenen- und -gesime gegliedert. Den Hauptbau kennzeichnet in der Straßenfront ein Mansardgiebeldach mit Zwerchhaus und hofseitig ein Säulengang. Der viergeschossige Turm hat einen quadratischen Grundriss, der in der vierten Etage ins Oktogon wechselt und oben von einer welschen Haube mit Laterne abgeschlossen wird. |    |
| Fotos hochladen                | Wohn- und Geschäftshaus                           | Dr.-Max-Volk-Straße 22 (Karte)    |           | Der Kern des Wohn- und Geschäftshauses beruht in Teilen auf einem Hammerwerk aus dem 16. Jahrhundert. Das Gebäude entstand 1901 für den Gastwirt Richard Heubach nach Plänen des Sonnebergers Scheidig durch einen Umbau eines Wohnhauses zu einer Gaststätte, die „Zum Eisenhammer“ hieß. 1934 folgten weitere Umbauten und Erweiterungen. Der Massivbau hat drei Geschosse und ein schiefergedecktes Walmdach. Die beiden fünfachsigen Straßenfassaden verbindet ein Eckerkerturm mit einer welschen Haube. In der ehemaligen Gaststube ist ein Kreuzgratgewölbe vorhanden. |    |
| Fotos hochladen                | Bankgebäude                                       | Dr.-Max-Volk-Straße 28 (Karte)    |           | Im Jahr 1922 entstand nach Plänen des Meininger Architekten Karl Behlert das Bankgebäude für die Steinacher Filiale der Bank für Thüringen. 1986 folgte ein Umbau zu einem Jugendclub. Der markante, in Anlehnung an die Heimatschutzarchitektur gestaltete Massivbau ist unterkellert und hat zwei Geschosse sowie ein ausgebautes, verschiefertes Mansardwalmdach. Die Fassade besteht im Unter- und Erdgeschoss sowie in den Risalitecken aus Grauwackerustikamauerwerk, die restlichen Flächen sind durch Schiefer verkleidet. Die symmetrische Straßenfront prägt ein Mittelrisalit mit einem Satteldach. Der als Portal gestaltete Bankeingang befindet sich in der nördlichen Hausseite, daneben ist der getrennte Zugang der Obergeschosse. |    |
| Fotos hochladen                | Wohnhaus                                          | Grüntalstraße 45 (Karte)          |           | Das Wohnhaus ließ sich der Holzspielwarenfabrikant Carl Eichhorn um 1900 im Heimatstil errichten. Auf einem massiven Untergeschoss steht eine zweigeschossige Fachwerkkonstruktion mit einem ausgebauten, schiefergedeckten Mansardwalmdach. Zierfachwerk, hölzerne, verzierte Fenstereinfassungen und ockerfarbene Verblendsteine prägen das Aussehen der Fassade, die durch einen turmartigen Mittelrisalit mit Spitzwalmdach, durch einen polygonalen Eckerkerturm mit Spitzhelm und eine laubenartige, verzierte Überbauung des Eingangs gegliedert ist. |    |
| Fotos hochladen                | Südschule                                         | Kirchstraße 21 (Karte)            |           | In Nachbarschaft zur Pfarrkirche ließ die Gemeinde zwischen 1899 und 1901 die Südschule nach einem Entwurf des Architekten Franz Schwechten errichten. Es entstand ein neuromanisch gestaltetes, dreigeschossiges Schulgebäude, das zusammen mit der Kirche ein Ensemble von architektonisch besonderer Qualität bildet. Das giebelständige Schulhaus mit Satteldach steht auf einem mit Grauwacke verkleidetem Untergeschoss und hat eine symmetrische Fassade, die eine ockerfarbene Verblendsteinverkleidung mit Sandsteingliederungen besitzt. Ein mittig angeordnetes Portal mit Zwerchgiebel in der südöstlichen Vorderfront und runder Treppenturm mit Kegeldach an der Rückfront sowie geschossübergreifende Drillingsfenster in den beiden unteren Etagen und Rundfensterbänder im zweiten Obergeschoss gliedern die siebenachsigen Traufseiten. |    |
| weitere Bilder Fotos hochladen | Kirche St. Peter und Paul                         | Kirchstraße 23 (Karte)            |           | Die evangelisch-lutherische Kirche St. Peter und Paul entstand 1898/99 nach Plänen des Architekten Franz Schwechten an Stelle einer 1684 bis 1705 errichteten Pfarrkirche, die 1894 abgebrochen wurde. Drei Viertel der Gesamtkosten trug der Herzog Georg II., der maßgeblich den Standort und die Gestaltung beeinflusste. Schäden führten 1956 zu einer teilweisen Neufassung der Ausmalung. 1986 wurde die Raumfassung neugestaltet und der Name St. Peter und Paul eingeführt. Die neuromanische Basilika hat eine mit Schiefer gemauerte Außenwand, die durch Sandsteinelemente gegliedert ist. Im Nordosten steht eine halbrunde Apsis und auf der gegenüberliegenden Seite ein viergeschossiger Turm mit Spitzhelm sowie das Hauptportal mit Vorhalle und Arkaden. Neben dem Hauptschiff befinden sich im Nordwesten ein Seitenschiff im Südosten ein Seitengang. Das Hauptschiff hat eine Holzdecke mit Hängewerk, die mit bauzeitlichen Malereien von Adolf Quensen geschmückt sind. Die Glasmalereien in den drei Apsisfenstern fertigte Alexander Linnemann. Die Orgel auf der südwestlichen Empore stammt von Wilhelm Sauer. |    |
| Fotos hochladen                | Nordschule                                        | Lauschaer Straße 35 (Karte)       |           | Die Nordschule entstand 1911/12 nach einem Entwurf des Saalfelder Baurates Karl Rommel für die Schüler des oberen Dorfes. Der markante dreigeschossige Massivbau hat ein ausgebautes, schiefergedecktes Mansardwalmdach. Die Fassade besteht im Sockelgeschoss aus einer Natursteinverkleidung und hat im Erdgeschoss eine Bandquadrierung. Die Obergeschosse gliedern Kolossallisenen. Die symmetrische, neunachsige Straßenfront wird durch einen dreiachsigen, risalitartigen Mittelteil mit einem geschweiften Zwerchgiebel und ein im Neubarock gestaltetes Portal mit Außentreppe geprägt. |    |
| Fotos hochladen                | Brücke                                            | Marktplatz (Karte)                |           | Die einfeldrige Stahlbetonbrücke über die Steinach wurde 1926/27 als Straßenbrücke mit beidseitigen Gehwegen errichtet. Sie liegt an der Südostecke des Marktplatzes und überspannt den Fluss mit einem gekrümmten Grundriss. Auf der Marktplatzseite stehen zwei Laternenpfeiler. Die Brüstung ist in Felder geteilt, die mittig florale Reliefs im Stil des Art déco aufweisen. |    |
| weitere Bilder Fotos hochladen | Rathaus                                           | Marktplatz (Karte)                |           | 1923/24 wurde das Gebäude Marktplatz 4 als Rathaus nach Plänen des Steinacher Architekten Gustav Baumbach errichtet. Das ebenfalls von Baumbach für eine Elektro- und Maschinenbaufirma entworfene Nachbargebäude Marktplatz 3 erwarb die Stadt 1938. Im Rahmen der baulichen Vereinigung der Häuser wurde 1948 das Eingangsportal neu gestaltet und das Erdgeschoss an Stelle einer Werksteinverkleidung verputzt. Das Hauptgebäude ist ein dreigeschossiger Massivbau mit einem ausgebauten, schiefergedeckten Mansarddach. Die achtachsige Fassade weist neubarocke Stilformen auf. Sie ist durch Kolossallisenen in den Obergeschossen und durch einen viergeschossigen mittigen Risalit mit geschweiftem Giebel gegliedert. Der mit Kunststein eingerahmte Eingang trägt im Sturzbalken die Bezeichnung Rathaus, darüber das Stadtwappen und Reliefs, die die Spielzeugindustrie und das Handwerk symbolisieren. Der Sitzungssaal der Gemeinde im 2. Obergeschoss hat eine Felderdecke und eine Lambris. |    |

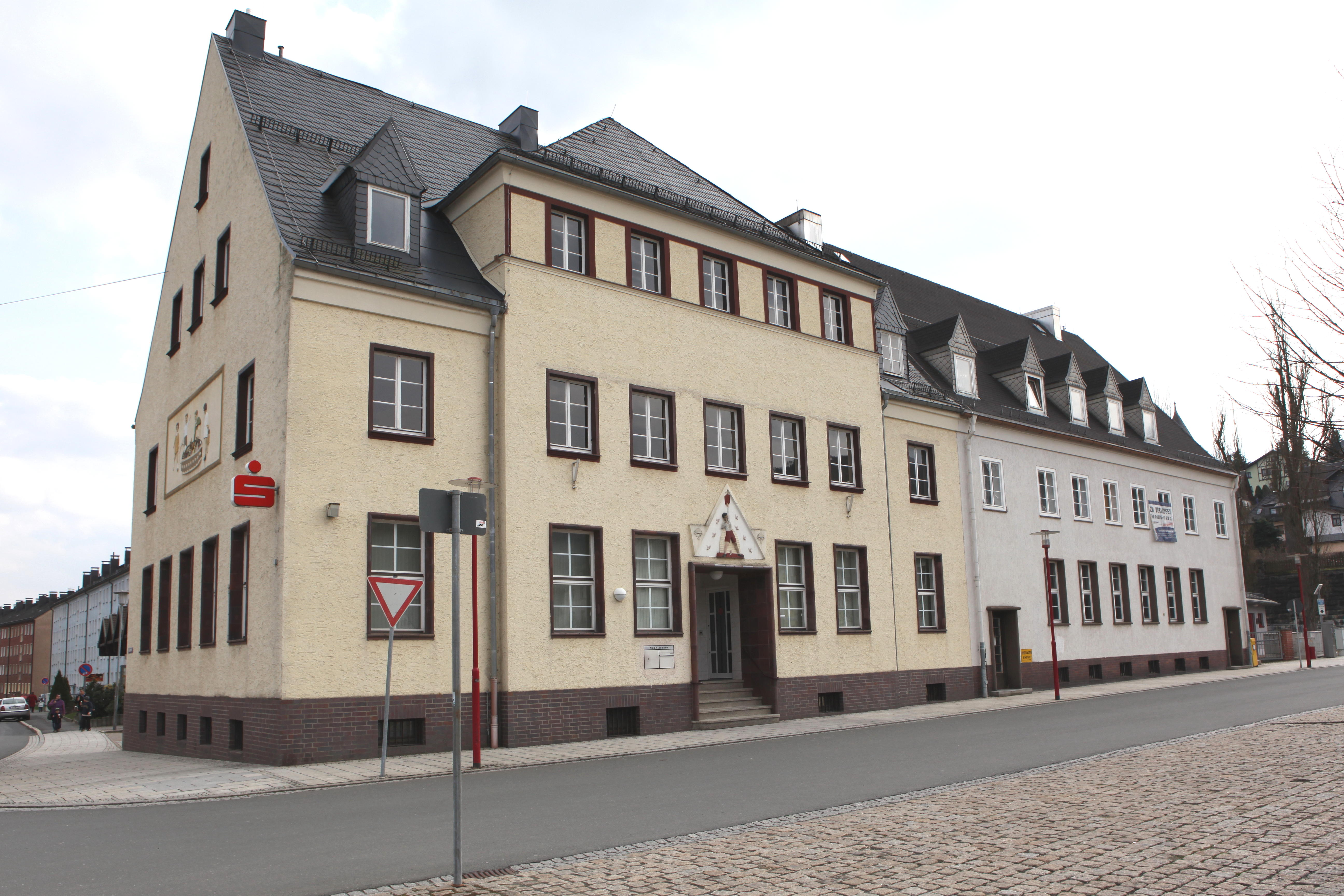
Marktplatz 7 und 6 mit Sparkasse und Postamt

| Fotos hochladen                | zwei Kunststeinreliefs                            | Ringstraße 50 (Karte)             |           | Zwei Kunststeinreliefs des Sonneberger Bildhauers Otto Keil verzieren seit etwa 1950 den Eingang einer ehemaligen Berufsschule, die aus einer Fabrik entstanden war. Die Reliefs zeigen Ausbildungsberufe der Schule, links eine Spielwarenherstellerin, eine Eisenbahnerin und einen Forstfacharbeiter, rechts eine technische Zeichnerin, einen Schlosser und einen Maurer. |    |
| Fotos hochladen                | Gedenktafel                                       | Sonneberger Straße (Höll) (Karte) |           | Die gusseiserne, an einen Pfeiler montierte Gedenktafel erinnert an den Todesmarsch von vermutlich 467 Häftlingen des KZ Außenkommandos Sonneberg. Die Häftlinge arbeiteten in der Maschinenfabrik Reinhardt und wurden Anfang April in Richtung Tschechien geschickt. Nur wenige überlebten den Marsch. Die SED-Kreisleitung Sonneberg ließ 1982 die Gedenktafel anbringen. |    |
| Fotos hochladen                | ehemaliges Verwaltungsgebäude einer Glasspinnerei | Tröbach 3 (Karte)                 |           | Als Verwaltungsgebäude einer Glasspinnerei entstand 1925 das Bauwerk. Das Dach wurde 1927 umgebaut. Der zweigeschossige Massivbau mit L-förmigem Grundriss besteht aus einem langen Hauptflügel und einem kurzen Seitenflügel. Er hat ein bogenförmiges, ausgebautes und schiefergedecktes Walmdach, dessen hölzerne Konstruktion in der damals neuen Zollbau-Lamellen-Bauweise ausgeführt wurde. Die Längsfassaden des Hauptflügels haben in der Mitte dreigeschossige Risalite, deren gemeinsames Satteldach das Hauptdach kreuzen. |    |
| Fotos hochladen                | Grabstein                                         | Friedhof                          |           | Etwa aus dem Jahr 1909 stammt die Grabstätte der Familie Egydius Michael Luthardt. Der Grabstein aus Travertin ist mit einem Relief dornengekrönten Hauptes Christi verziert. Daneben steht eine Frauenfigus aus weißem Marmor. |    |
| Fotos hochladen                | Gedenkstein                                       | Schustershieb (Karte)             |           | Acht Häftlinge des KZ Außenkommandos Sonneberg wurden auf dem Todesmarsch von Sonneberg in Richtung Tschechien Anfang April 1945 im Flurteil Schustershieb erschossen und verscharrt. Nach ihrem Fund am 14. August 1945 erfolgte die Bestattung auf dem Steinacher Friedhof. Der Gedenkstein am Schustershieb wurde am 11. September 1977 aufgestellt. |    |

## Denkmalensemble
Das Denkmalensemble südliche und westliche Marktplatzbebauung besteht aus den Gebäuden Marktplatz 1 bis 7. Der Marktplatz zählt zu den größten in Südthüringen. Die Westseite mit den Gebäuden Marktplatz 1 bis 5, unter anderem auch das Rathaus, entstand 1923 nach Entwürfen von Gustav Baumbach. Das Haus Nr. 2 plante Ludwig Friedrich. Die zwei- bis dreigeschossigen traufständigen Massivbauten sind durch neubarocke Stilformen, schieferverkleidete Untergeschosse und schiefergedeckte Mansarddächer gekennzeichnet. Das zweigeschossige Postamt auf der Südseite wurde 1934 nach einem Entwurf der Sonneberger Architekten Franz Boxberger und Ernst Herbart errichtet. Die benachbarte gleich hohe Sparkasse von 1935 plante der Steinacher Julius Friedrich Sesselmann. Ein Relief mit Bezug auf das Sparen verziert auf der Traufseite den Eingang, ein Relief mit spielenden Kindern die Giebelfassade.

## Bodendenkmale
Im Steinbächlein gab es spätmittelalterlicher und frühneuzeitlicher Eisenerzbergbau, der für die Jahre 1598/99 belegt ist. Ein Pingenfeld und ein Stollenmundloch südlich des Schmiftbruches zeugen davon.